# Oxyura
Oxyura är ett vida spritt släkte med kopparänder inom familjen änder. Släktet tilldelas ibland det svenska trivialnamnet kopparänder men det trivialnamnet bärs även av den enda arten i släktet Nomonyx, nämligen svartmaskad kopparand. 

## Utseende och levnadssätt
Arterna inom släktet har långa stela stjärtfjädrar som sticker rakt upp när fågeln är inaktiv och relativt stora och svullna näbbar. De lever i sötvatten och dyker efter föda. Deras ben är placerade långt bak på kroppen vilket gör att de rör sig klumpigt på land och därför mestadels befinner sig i vattnet. Fåglarna har ett komplext ruggningssystem varför de är svåra att åldersbestämma i fält. De har specifika uppvisningsbeteenden under inledningen av häckningen, där de skapar ett trummande läten med hjälp av en uppblåst strupsäck, rör huvudet i kraftiga rörelser och reser sin korta tofs på huvudet.  

## Arter i släktet
Släktet omfattar numera fem nu levande arter, med utbredning på alla kontinenter:
- Amerikansk kopparand (Oxyura jamaicensis)
- Kopparand (Oxyura leucocephala)
- Afrikansk kopparand (Oxyura maccoa)
- Argentinakopparand (Oxyura vittata)
- Australisk kopparand (Oxyura australis)

## Utdöda arter
Fyra till fem utdöda arter finns beskrivna i släktet:
- Nyazeelandkopparand (Oxyura vantetsi) – dog ut under holocen
- Oxyura zapatinima – pleistocen i mexikanska Jalisco
- Oxyura bessomi – mellersta pleistocen i sydvästra USA, troligen nära släkt med amerikansk kopparand
- Oxyura hulberti – sen pliocen eller tidig pleistocen i Florida i USA

Ytterligare en art, "Oxyura" doksana från tidig miocen i Tjeckien, anses inte kunna placeras i släktet med säkerhet.

## Namn
Släktesnamnet betyder "spetsstjärtad", av grekiskans oxus, "vass" eller "spetsig", och oura", "stjärt".